# 朱恬焯
鎮康恭裕王朱恬焯（？—1580年），自號西巖道人，明朝瀋藩第一代鎮康王，瀋憲王朱胤栘嫡五子，著有《西巖漫槀》。

## 生平
嘉靖二十三年（1544年）十二月，明世宗遣彰武伯楊儒等為正使，戶科左給事中扈永通等為副使，持節冊封朱恬焯為鎮康王。
隆慶三年（1569年）九月，以孝義純良，受明穆宗賜敕獎諭。
萬曆八年（1580年）去世。因無子嗣，鎮康國被廢除。

## 其他
見識廣博，性格嚴毅，交友謹慎。